# Instituto Pedro Nunes
Criado por iniciativa da Universidade de Coimbra em 1991, o Instituto Pedro Nunes (IPN) é uma instituição privada sem fins lucrativos, que visa promover a inovação e a transferência de tecnologia, estabelecendo a ligação entre o meio científico e tecnológico e o tecido produtivo.
A missão do IPN é contribuir para transformar o tecido empresarial e as organizações em geral promovendo uma cultura de inovação, qualidade, rigor e empreendedorismo, assente num sólido relacionamento universidade/empresa e atuando em três frentes que se reforçam e complementam:
- Investigação e desenvolvimento tecnológico, consultadoria e serviços especializados;
- Incubação e aceleração de ideias e empresas;
- Formação especializada e divulgação de ciência e tecnologia.

## Laboratórios de I&DT
O IPN dispõe de um conjunto de seis laboratórios próprios de investigação e desenvolvimento tecnológico nas seguintes áreas: Automática, Materiais, Informática, Fitossanidade, Eletroanálise e Geotecnia, que, conjuntamente com as ligações que estabeleceu a vários níveis com instituições do ensino superior, organizações de I&DT e empresas, tanto nacionais como internacionais, colocam o IPN numa posição privilegiada para a condução de atividades de I&DT em conjunto com as empresas. 
O IPN pode assim proporcionar ao meio empresarial um apoio multidisciplinar na criação de produtos e processos inovadores, que passa pela investigação e desenvolvimento tecnológico, procura de fontes de financiamento, apoio em questões de Propriedade Industrial e no acesso a mercados internacionais.

## Laboratório de Automática e Sistemas (LAS)
O Laboratório de Automática e Sistemas (LAS) desenvolve atividades de I&DT e de transferência de tecnologia em parceria com empresas, no domínio dos Sistemas Embebidos, Robótica Colaborativa, Internet of Bodies, Validação, Avaliação e Certificação de dispositivos médicos. 
No LAS é promovida a investigação, o desenvolvimento e a inovação com foco na criação de valor. Ao trabalhar com pequenas e médias empresas, acelera o desenvolvimento de tecnologias e transferimos ativos tecnológicos que geram produtos, processos e serviços inovadores para o mercado. Em particular, trabalha com tecnologias de ponta para o desenvolvimento de soluções que procuram resolver desafios reais nas áreas da Saúde 4.0, Cuidados ao Longo da Vida e Indústria 4.0.
É de destacar experiência nos domínios de:
- Sistemas Embebidos;
- Robótica Colaborativa;
- Internet dos Corpos (IoB);
- Impacto, Avaliação e Certificação.

Apostando cada vez mais em tecnologias de ponta como fator de diferenciação na prestação de serviços especializados.
As atividades beneficiam da estreita colaboração com investigadores do Departamento de Engenharia Eletrotécnica e de Computadores (DEEC), da Universidade de Coimbra e do Instituto de Sistemas e Robótica (ISR).

## Laboratório de Ensaios, Desgaste e Materiais (LED&MAT)
O Laboratório de Ensaios, Desgaste e Materiais (LED&MAT) desenvolve atividades de I&DT e transferência tecnológica para empresas, na área de materiais e processos de fabrico, nos domínios da modificação de superfícies, eficiência energética, fabricação por tecnologias inovadoras, realizando também uma multiplicidade de ensaios de caracterização de propriedades físicas, químicas, mecânicas e tribológicas em diferentes tipos de materiais. 
No LED&MAT são desenvolvidas ideias desde a sua génese até à aplicação em situações concretas, relacionadas com os problemas de materiais e tecnologias de processamento são propostos pelos clientes, instituições de I&DT ou as empresas que nos merecem sempre um lugar de destaque. A ação começa na conceção, passa pela investigação e desenvolvimento e finaliza-se no protótipo e na aplicação final. Em todo o processo são utlizados métodos de desenvolvimento de produto, são gerados produtos/processos inovadores, é melhorada a eficiência produtiva e são fornecidas soluções à medida das necessidades dos nossos clientes.
Para materializar as colaborações, são concebidos e desenvolvidos projetos nacionais e europeus de I&DT, bem como ações de transferência e de demonstração tecnológica para os parceiros/clientes nas mais diversas áreas de materiais. Em paralelo, é fornecida consultoria a empresas no domínio dos materiais, recorrendo ao know-how e a uma extensa infraestrutura de equipamentos de ensaio.
A formação especializada nos domínios técnico-científicos que abrange é uma das capacidades que também potencia no meio empresarial conforme as necessidades dos parceiros.
O LED&MAT é acreditado pelo Instituto Português de Acreditação (IPAC), segundo o referencial normativo NP EN ISO/IEC 17025:2018, para um diversificado conjunto de ensaios, os quais podem ser consultados no Anexo Técnico de Acreditação. 

## Laboratório de Informática e Sistemas (LIS)
O Laboratório de Informática e Sistemas (LIS) combina um conjunto de competências especializadas de investigadores, engenheiros e designers, para criar projetos inovadores na área das tecnologias da informação e comunicação. Através de projetos de investigação aplicada, concebe e desenvolve soluções que dão resposta a necessidades do mercado. 
O LIS participa em projetos de I&D+i, que permite estabelecer parcerias nacionais e internacionais, com o objetivo de estimular a criação e transferência de conhecimento e tecnologia entre o sistema científico e o tecido empresarial. O LIS faz também desenvolvimento à medida, ajudando entidades, públicas e privadas, a criar e implementar soluções inovadoras nos seus processos produtivos e de negócio, e apoia o desenvolvimento de novos produtos, aumentando a competitividade empresarial e diminuindo o time to market.

## Laboratório de Fitossanidade (FITOLAB)
O Laboratório de Fitossanidade (FITOLAB) atua na deteção e investigação das pragas e doenças das plantas, contribuindo para a promoção da fitossanidade agrícola e florestal. 
O FITOLAB presta serviços especializados no âmbito dos controlos oficiais de sanidade vegetal, procurando em paralelo responder ao aumento das atividades no domínio da deteção e investigação de pragas e doenças de espécies hortícolas, frutícolas e florestais.
O FITOLAB é designado pela Direção Geral de Agricultura e Veterinária como "Laboratório Oficial" para a deteção de Organismos Nocivos de Quarentena.
O FITOLAB é acreditado pelo Instituto Português de Acreditação (IPAC), segundo o referencial normativo NP EN ISO/IEC 17025:2018 podendo consultar aqui o Anexo Técnico de Acreditação.
O estudo do microbioma presente em matrizes diversas é outra área de especialização do FITOLAB. Esta abordagem permite determinar a diversidade estrutural das comunidades, bem como a sua abundância relativa, associando uma predição sobre a sua presença e potencial função para o ambiente/ecossistema.
O FITOLAB conta com a supervisão de investigadores e docentes ligados ao Centro de Ecologia Funcional do Departamento de Ciências da Vida da Universidade de Coimbra sendo o elo de ligação entre o conhecimento de excelência da academia e a procura de soluções inovadoras para os desafios do mercado. O FITOLAB reúne assim competências, conhecimentos e capacidade de resposta, garantindo qualidade e celeridade nas avaliações.

## Laboratório de Eletroanálise (LEC)
O Laboratório de Eletroanálise e Corrosão (LEC) realiza atividades no âmbito da eletroanálise para determinações quantitativas de metais tóxicos em águas e efluentes, e com a corrosão eletroquímica de materiais metálicos e a sua inibição. 
O LEC visa a investigação e o desenvolvimento tecnológico, a prestação de serviços, a participação em projetos de I&D e a consultadoria, nas seguintes áreas:
- Eletroanálise para determinações quantitativas de traços de espécies químicas tóxicas, especialmente metais tóxicos em águas e efluentes, como o chumbo, zinco, cádmio e cobre;
- Corrosão eletroquímica de materiais metálicos em ambientes salinos;
- Desenvolvimento de sensores e biossensores eletroquímicos, com DNA e enzimas;
- Estudo do comportamento redox de antioxidantes presentes em frutos.

## Laboratório de Geotecnia (LABGEO)
No Laboratório de Geotecnia (LABGEO) desenvolve-se investigação e serviços especializados nas áreas de Geotecnia, Recursos e Ambiente, direcionados para a inovação e resolução de problemas societais. 
O LABGEO tem como principais objetivos prestar serviços especializados no âmbito da Geotecnia e Fundações procurando responder ao aumento de atividades no domínio da geotecnia e às exigências resultantes da publicação dos Eurocódigos. Para cumprir estes objetivos aposta numa estrutura dinâmica e flexível, capaz de responder eficazmente às solicitações de empresas e de organismos para a prestação de serviços inovadores e especializados, dirigidos essencialmente para as pequenas e médias empresas, gabinetes de projeto, instituições envolvidas na construção geotécnica, na produção de agregados e na geotecnia ambiental.
O LABGEO é acreditado pelo Instituto Português de Acreditação (IPAC), segundo a norma NP EN ISO/IEC 17025:2018. O âmbito da acreditação abrange ensaios na área dos solos, que podem ser consultados no Anexo Técnico de Acreditação.
A estreita colaboração entre o LABGEO, o Departamento de Engenharia Civil (Laboratório de Mecânica dos Solos/Geotecnia) e o Departamento de Ciências da Terra (Laboratório de Geotecnia) da Universidade de Coimbra permite uma abordagem efetiva dos problemas geotécnicos, desde os mais simples aos mais complexos.

## Incubadora de Empresas
Criada em 2002 por iniciativa do Instituto Pedro Nunes (IPN) e da Universidade de Coimbra, a IPN-Incubadora — Associação para o Desenvolvimento de Atividades de Incubação de Ideias e Empresas, é uma instituição de direito privado, sem fins lucrativos. 
Na incubadora de empresas do IPN as empresas dispõem, nos primeiros anos de vida, de condições que facilitam o acesso ao sistema científico e tecnológico e de um ambiente que proporciona o alargar de conhecimentos em matérias como a qualidade, gestão, marketing e o contacto com mercados nacionais e internacionais. A Incubadora presta apoio durante a fase nascente de novos projetos empresariais inovadores e/ou de base tecnológica e de serviços avançados. Os projetos com carácter prioritário são spin-offs surgidos da Universidade de Coimbra e startups que assegurem uma forte ligação ao meio universitário, seja através de alunos, docentes ou projetos de investigação em laboratórios, bem como projetos vindos do sector privado e de I&DT em consórcio com a indústria.
A Incubadora do Instituto Pedro Nunes (IPN-Incubadora) encontra-se no top dez das Melhores Incubadoras do Mundo, na categoria University Business Incubators. É a única portuguesa na lista. O ranking, correspondente ao biénio 2021-2022, é conduzido pela UBI Global, uma entidade sueca de investigação e consultoria, reconhecida por avaliar e reunir as melhores incubadoras a nível mundial.
O Instituto Pedro Nunes, mantém e consolida assim a posição como uma das dez Melhores Incubadoras do Mundo promovidas por universidades, que havia alcançado em edições anteriores do mesmo ranking, o último dos quais publicado em 2019.
Pela Incubadora do IPN, que já apoiou o nascimento e desenvolvimento de mais de 400 empresas de base tecnológica desde 1995, já passaram algumas das mais destacadas empresas tecnológicas de Portugal, como a FEEDZAI, a Critical Software, a WIT Software, a Crioestaminal, a Active Space Technologies ou a Take the Wind, entre muitas outras referências do panorama empreendedor português nos últimos 25 anos.
As Incubadoras “Powered by IPN” são estruturas de apoio ao empreendedorismo, de base local ou institucional que resultam de parcerias estreitas entre o IPN e autarquias locais e outras instituições e que, tendo gestão partilhada, seguem o modelo de gestão e atuação das atividades de incubação da IPN-Incubadora, reconhecido nacional e internacionalmente há mais de 25 anos, funcionando sob a sua coordenação, de forma articulada e sinergética, com o objetivo de maximizar a eficiência de recursos e a eficácia da sua ação. Os primeiros dois exemplos de “Incubadoras by IPN” são o HIESE – Habitat de Inovação Empresarial nos Setores Estratégicos, no Município de Penela, localizado a menos de 30 km do IPN e o INOPOL – Academia de Empreendedorismo do Instituto Politécnico de Coimbra, localizado a menos de 10 km. 
O HIESE – Habitat de Inovação Empresarial nos Sectores Estratégicos é um espaço de inovação que iniciou atividade em 2016. O modelo de funcionamento resulta de uma parceria entre a IPN-Incubadora e o Município de Penela, devidamente protocolada. A gestão e o modelo de incubação são da responsabilidade da IPN-Incubadora, sendo a infraestrutura propriedade do Município de Penela.
O INOPOL Academia de Empreendedorismo é uma unidade funcional do Politécnico de Coimbra que tem como missão promover uma cultura de inovação e empreendedorismo e potenciar a criação e crescimento de novas empresas startup e spinoff de base científica e cariz inovador.

## Aceleradora de Empresas
Lançada em maio de 2014, a Aceleradora de Empresas é uma infraestrutura de apoio empresarial que atua a jusante da Incubadora, visando dar resposta a necessidades específicas de empresas em estado de desenvolvimento mais avançado. 
A Aceleradora de Empresas pretende, assim, mobilizar empresas de base tecnológica e inovadoras de elevado potencial de crescimento, oferecendo um conjunto de serviços com o objetivo de potenciar as respetivas capacidades de internacionalização e o aumento da sua intensidade tecnológica, nomeadamente através da facilitação da cooperação com o sistema científico e tecnológico.

## Formação
A Formação dinamizada pelo IPN é uma atividade catalisadora na transferência de saber para as PME. 
O IPN privilegia tipologias de formação-ação, através do desenvolvimento de conteúdos pensados caso a caso e sempre com soluções de trabalho (consultoria/formação) que valorizem a prática, a criatividade e a inovação. Esta diferenciação na metodologia e organização das atividades resulta do equilíbrio entre o diagnóstico de necessidades e o ajustamento à realidade de cada equipa e de cada empresa.
O IPN disponibiliza igualmente ações de formação para as quais são mobilizados formadores oriundos de instituições científicas, em particular da Universidade de Coimbra, bem como do meio empresarial, o que permite cobrir áreas e perfis de formação complementares, proporcionando interessantes sinergias.
O Instituto Pedro Nunes (IPN) é uma entidade formadora certificada, um reconhecimento que garante a capacidade em prestar serviços de formação de qualidade. Este reconhecimento é atribuído pela Direcção-Geral do Emprego e das Relações de Trabalho (DGERT), entidade pública responsável pela gestão do Sistema de Certificação de Entidades Formadoras.

## Valorização do Conhecimento e Inovação (VCI)
O Departamento de Valorização do Conhecimento e da Inovação (VCI) promove atividades de inovação e apoio ao empreendedorismo de base tecnológica, tais como a coordenação e participação em projetos europeus e nacionais, apoio em questões de propriedade intelectual, organização de programas de aceleração de ideias de negócio e atividades de fomento de inovação interna para empresas e outras organizações. Recentemente, destaca-se a sua parceria com a Agência Espacial Europeia (ESA), com o programa ESA Space Solutions Portugal de dinamização da economia do espaço, programas de incubação, gestão de financiamentos e brokerage tecnológico. 

## ESA Space Solutions Portugal
O ESA Space Solutions Portugal é um “balcão único” para a economia do espaço. Desde aplicações “downstream” até ao chamado “new space”, ajudamos a que o talento e conhecimento na área do espaço possa ser usado em novas aplicações e áreas de negócio, trazendo o “espaço para a Terra”. 
Desde 2014, o IPN lidera o primeiro Space Solutions Centre da Agência Espacial Europeia (ESA), entre os 21 centros existentes na Europa, a congregar os três programas de transferência de tecnologia promovidos pela ESA: o Centro de Incubação de Empresas da ESA, a Rede de Parceiros de Inovação para Transferência de Tecnologia e a Plataforma de Embaixadores de Aplicações.
O ESA Space Solutions Portugal conta com o apoio da ESA - Agência Espacial Europeia, Portugal Space – Agência Espacial Portuguesa e a ANACOM, entre um conjunto vasto de stakeholders como incubadoras, universidades e autoridades regionais, entre outros.